# Seznam naselij Karlovške županije
Seznam naselij Karlovške županije.
Opomba: Naselja v ležečem tisku so opuščena.

## A
Arapovac -

## B
Badovinci - Baići - Bandino Selo - Banjsko Selo - Banska Selnica - Banski Kovačevac - Banski Moravci - Barilović - Basara - Batnoga - Begovac - Begovo Brdo - Belaj - Belajska Vinica - Belajske Poljice - Belajski Malinci - Belavići - Belinsko Selo - Belošići - Beč - Bijeli Klanac - Bilo - Bitorajci - Blagaj - Blata - Blatnica Pokupska - Bogovci - Bogovolja - Bosanci - Bosiljevo - Boševci - Bošt - Brajakovo Brdo - Brajdić Selo - Bratovanci - Brašljevica - Brcković Draga - Brdo Utinjsko - Brebornica - Brezje Vivodinsko - Breznik Žakanjski - Breznik - Brezova Glava - Brezovac - Brezovica Žumberačka - Brežani - Brihovo - Brlog Ozaljski - Broćanac - Brođani - Bubnjarački Brod - Bubnjarci - Budačka Rijeka - Budim Vivodinski - Buhača - Bukovac Perjasički - Bukovica Utinjska - Bukovje Netretićko - Bulići - Burić Selo -

## C
Carevo Polje - Carevo Selo - Cerje Vivodinsko - Cerovac Barilovićki - Cerovac Vukmanićki - Cerovački Galovići - Cerovnik - Cetingrad - Cetinski Varoš - Crna Draga - Crno Kamanje - Crno Vrelo - Culibrki - Cvetišće - Cvijanović Brdo - Cvitović -

## Č
Čamerovac - Čatrnja, Krnjak - Čatrnja, Rakovica -

## Đ
Đurin Potok -

## D
Dani - Dančulovići - Delić Poljana - Desmerice - Desni Štefanki - Desno Sredičko - Dobrenići - Dojutrovica - Doljani Žumberački - Donja Brusovača - Donja Glina - Donja Perjasica - Donja Stranica - Donja Trebinja - Donja Visočka - Donja Žrvnica - Donje Bukovlje - Donje Dubrave - Donje Gnojnice - Donje Mekušje - Donje Mrzlo Polje Mrežničko - Donje Prilišće - Donje Primišlje - Donje Stative - Donje Taborište - Donje Zagorje - Donji Budački - Donji Bukovac Žakanjski - Donji Cerovac - Donji Furjan - Donji Kremen - Donji Lađevac - Donji Lović - Donji Nikšić - Donji Oštri Vrh Ozaljski - Donji Poloj - Donji Popovac - Donji Sjeničak - Donji Skrad - Donji Velemerić - Donji Zvečaj - Draganić - Drage - Dragoševci - Drenovica Lipnička - Drežnica - Drežnik Grad - Dubravci - Dubrave - Dubravčani - Duga Gora - Duga Resa - Dugače - Dugi Dol - Dujmić Selo - Dunjak - Durlinci - Dučići - Dvorište Vivodinsko - Dvorište - Dvorišće Ozaljsko - Dvorjanci - Džaperovac -

## E
Erdelj - Ertić -

## F
Ferenci - Fratrovci - Fratrovci Ozaljski - Frketić Selo - Furjanići - Fučkovac -

## G
Galezova Draga - Galin - Galović Selo - Gaćeško Selo - Gačeša Selo - Gejkovac - Generalski Stol - Gerovo Tounjsko - Glavica, Bosiljevo - Glinice - Glinsko Vrelo - Gnojnice - Gojkovac - Goleši Žumberački - Goli Vrh Netretićki - Goli Vrh Ozaljski - Gorica Lipnička - Gorica - Gorinci - Goričice Dobranske - Gorniki Vivodinski - Gornja Brusovača - Gornja Glina - Gornja Močila - Gornja Stranica - Gornja Trebinja - Gornja Visočka - Gornja Žrvnica - Gornje Bukovlje - Gornje Dubrave - Gornje Gnojnice - Gornje Mrzlo Polje Mrežničko - Gornje Pokupje - Gornje Prilišće - Gornje Primišlje - Gornje Stative - Gornje Taborište - Gornje Zagorje - Gornji Budački - Gornji Bukovac Žakanjski - Gornji Cerovac - Gornji Furjan - Gornji Goli Vrh Lipnički - Gornji Kremen - Gornji Lađevac - Gornji Lović - Gornji Nikšić - Gornji Oštri Vrh Ozaljski - Gornji Poloj - Gornji Popovac - Gornji Sjeničak - Gornji Skrad - Gornji Velemerić - Gornji Zvečaj - Goršćaki - Goršćaki Ozaljski - Grabarska - Grabovac Krnjački - Grabovac Vojnićki - Grabovac, Rakovica - Grabrk - Gradišće - Grandić Breg - Grdun - Grganjica - Griče - Grobnik - Gršćaki - Gudalji -

## H
Hodinci - Hreljin Ogulinski - Hrsina - Hrvatsko Žarište - Husje -

## I
Ilovac - Irinovac - Istočni Trojvrh - Ivanković Selo - Ivančići Pokupski - Ivošević Selo -

## J
Jadrići - Jagrovac - Jakovci Netretićki - Jamarje - Jame - Janja Gora - Jankovo Selište - Jančani - Jarnevići - Jarče Polje - Jasenak - Jasenovica - Jasnić Brdo - Jaškovo - Jelov Klanac - Jezero - Johi - Johovo - Josipdol - Jugovac - Jurga - Jurovo - Jurovski Brod -

## K
Kablar - Kamanje - Kamenci - Kamenica Skradnička - Kapljuv - Karasi - Karlovec - Kartalije - Kasuni - Kašt - Keići - Keseri - Keserov Potok - Kestenak - Kestenje - Kestenovac - Klanac Perjasički - Klipino Brdo - Kljaić Brdo - Ključar - Klokoč - Klupica - Knez Gorica - Knežević Kosa - Kobilić Pokupski - Kohanjac - Kokirevo - Kolarić - Kolenovac - Komesarac - Konjkovsko - Korana, Rakovica - Koranska Strana - Koranski Brijeg - Koranski Lug - Koransko Selo - Kordunski Ljeskovac - Korenić Brdo - Korita - Koritinja - Kosa, Slunj - Kosijer Selo - Kosijersko Selo - Kozalj Vrh - Kraljevo Selo - Krivaja Vojnićka - Križ Koranski - Krnja - Krstinja - Kruškovača - Krč Bosiljevski - Kuk - Kuljaji - Kunić - Kunići Ribnički - Kupljensko - Kusaja - Kutanja - Kuzma Perjasička - Kučevice -

## L
Ladešići - Ladvenjak - Lapat - Lapovac - Lasinja - Laslavići - Latin - Lađevačko Selište - Leskovac Barilovićki - Levkušje - Liješće - Lipa - Lipje - Lipnik - Lipov Pesak - Lipovac Krstinjski - Lipovac, Rakovica - Lipovača - Lipovšćaki - Lisine - Lisičina Gorica - Lička Jesenica - Lišnica - Lonjgari - Lončar Brdo - Loskunja - Lović Prekriški - Luka Pokupska - Luke - Lukunić Draga - Lukšići Ozaljski - Lumbardenik - Lučica -

## M
Mahićno - Mala Crkvina - Mala Kosa - Mala Paka - Maletići - Malešević Selo - Mali Erjavec - Mali Kozinac - Mali Modruš Potok - Mali Vrh Kamanjski - Mali Vuković - Malik - Maljevac - Maljevačko Selište - Mandić Selo - Manjerovići - Marindolsko Brdo - Marković Selo - Marlovac - Martinski Vrh - Mateše - Mateško Selo - Maurovići - Mašvina - Međeđak - Međeđak Utinjski - Mihalić Selo - Miholjsko - Milani - Miljevac - Miloševac - Mišinci - Mjesto Primišlje - Mlakovac - Modruš - Mošanci - Mracelj - Mračaj Krstinjski - Mračin - Mrežničke Poljice - Mrežnički Brest - Mrežnički Brig - Mrežnički Novaki - Mrežnički Varoš - Mrežničko Dvorište - Mrzljaki - Munjava - Munjava Modruška -

## N
Netretić - Nova Kršlja - Novaki Lipnički - Novaki Ozaljski - Novigrad na Dobri - Novo Brdo Mrežničko - Novo Selo Bosiljevsko - Novo Selo Lasinjsko - Novo Selo Perjasičko - Novo Selo -

## O
Obrež Vivodinski - Obrh - Ogulin - Okić - Orijevac - Orišje - Orljakovo - Otok Oštarijski - Otok na Dobri - Ozalj - Oštarije - Oštarski Stanovi -

## P
Pavičići - Pavković Selo - Pavlovac - Pašin Potok - Perići - Perjasica - Petrakovo Brdo - Petrova Poljana - Petrunići - Petruš Vrh - Pećarići - Pećurkovo Brdo - Pilatovci - Piščetke - Planina Kunićka - Plaški - Podbrežje - Podcetin - Podgorje Krnjačko - Podgraj - Podmelnica - Podrebar - Podsedlo - Podumol - Podvožić - Police Pirišće - Poljana Vojnićka - Polje Ozaljsko - Polje - Polojski Varoš - Ponikve, Ogulin - Ponor - Ponorac Perjasički - Ponorac, Krnjak - Popović Brdo - Popovo Selo - Pothum Plaščanski - Potok Bosiljevski - Potok Musulinski - Potok Tounjski - Potplaninsko Selo - Požun - Pravutina - Preseka Ozaljska - Pribanjci - Priselci - Prisjeka - Prkos Lasinjski - Protulipa - Puškarići -

## R
Rečica - Radatovići - Radina Vas - Radmanovac - Radonja - Radočaji - Rajić Brdo - Rakovica - Rakovičko Selište - Rastoke - Rastovac Budački - Ravnica - Račak - Rebrovići - Rendulići - Resnik Bosiljevski - Rešetarevo - Reštovo - Ribari - Ribarići - Ribnik - Rosopajnik - Rujevo - Ruševica -

## S
Sabljak Selo - Sabljaki Modruški - Saborsko - Sadikovac - Salopek Luke - Salopek Selo - Salopeki Modruški - Sarovo - Sastavak - Sekulići - Sela Bosiljevska - Sela Žakanjska - Selište Drežničko - Siča - Sjeničak Lasinjski - Skakavac - Skoblić Brdo - Skradnik - Skradsko Selo - Skukani - Skupica - Slapno - Slunj - Slunjska Selnica - Slunjski Moravci - Slunjčica - Snos - Soldatići - Soline - Sopčić Vrh - Spahići - Sparednjak - Sračak - Srednje Prilišće - Srednje Selo, Cetingrad - Srednji Poloj - Sršići - Stankovci, Žakanje - Stara Kršlja - Stojavnica - Stojmerić - Straža - Strgari - Strmačka - Suhodol Budački - Sveti Petar Mrežnički - Sveti Petar - Svetice - Svetičko Hrašće - Svinica Krstinjska - Svojić -

## Š
Šeketino Brdo - Šiljki - Šiljkovača - Široka Rijeka - Šišljavić - Škaljevica - Šlivnjak - Špehari - Štakorovica - Štirkovac - Šćulac -

## T
Tatar Varoš - Tomašići - Tomašnica - Tončići - Tounj - Točak - Točak Perjasički - Trešćerovac - Trg - Trnovi - Trnovo - Trojvrh - Trošmarija - Trupinjak - Tržić Primišljanski - Tržić Tounjski - Turkovići Ogulinski - Tušilović - Tuškani -

## U
Udbinja - Umol - Utinja - Utinja Vrelo -

## V
Vajin Vrh - Varaštovac - Varoš Bosiljevski - Velika Crkvina - Velika Paka - Veliki Erjavec - Veliki Kozinac - Veliki Modruš Potok - Veliki Vrh Kamanjski - Veljun - Veljunska Glina - Veljunski Ponorac - Venac Mrežnički - Veselići - Videkić Selo - Vijenac Barilovićki - Vini Vrh - Vinski Vrh - Vitunj - Vivodina - Vodena Draga - Vodostaj - Vojišnica - Vojnić - Vojnovac - Vojnović Brdo - Vrbanska Draga - Vrhova Gorica - Vrhovac - Vrhovački Sopot - Vrškovac - Vuketić - Vukmanić - Vukoder - Vukova Gorica - Vuksani -

## Z
Zaborsko Selo - Zadobarje - Zagorje, Krnjak - Zagorje, Ogulin - Zagradci - Zagraj - Zajačko Selo - Zaluka - Zaluka Lipnička - Zamršje - Zapoljak - Završje Netretićko - Zdenac - Zečev Varoš - Zimić - Zinajevac - Zorkovac - Zorkovac Vivodinski - Zorkovac na Kupi - Zvečaj -

## Ž
Žabljak - Žakanje - Živković Kosa - Žubrinci -